# Arnold et Willy
Arnold et Willy (Diff'rent Strokes) est une série télévisée américaine en 189 épisodes de 25 minutes, créée par Bernie Kukoff, Jeff Harris et Herbert Kenwith, diffusée entre le 3 novembre 1978 et le 4 mai 1985 sur le réseau NBC puis du 27 septembre 1985 au 7 mars 1986 sur le réseau ABC.
En France, la série a été diffusée à partir du 3 octobre 1982 au 18 mai 1986 sur TF1. Rediffusion et diffusion d'épisodes inédits du 7 mars 1987 au 22 mars 1991 notamment dans Youpi ! L'école est finie sur La Cinq. Rediffusion dans l'émission Club Dorothée en novembre 1991 sur TF1, qui diffusera ensuite les 2 dernières saisons inédites. La série a été rediffusée sur AB1 et depuis le 2 septembre 2014 sur Gulli. Elle est également disponible sur la plateforme à la demande OQEE de Free depuis 2023 pour les quatre premières saisons.
Au Québec, la série a été diffusée à partir du 5 septembre 1985 sur le réseau TVA ; en Belgique, sur AB4.

## Synopsis
À New York, le veuf milliardaire Monsieur Drummond a promis à sa gouvernante, mourante, de s'occuper de ses deux fils. C'est ainsi qu'il accueille deux garçons noirs et pauvres : le jeune Arnold, 8 ans, et son frère Willy, 13 ans, qui ont grandi dans le quartier défavorisé de Harlem. Arnold et Willy se retrouvent donc dans un luxueux appartement à Manhattan avec la fille de Monsieur Drummond, Virginia, âgée de 13 ans, et une femme de ménage plutôt rigolote et adorable, Madame Garret. Le changement de statut social et le choc des cultures est assez déroutant pour les deux enfants. Chaque épisode se termine sur une jolie morale et des conseils pour que les différences soient une force et un avantage.

## Distribution
- Conrad Bain (VF : Philippe Dumat) : Philip Drummond
- Gary Coleman (VF : Jackie Berger) : Arnold Jackson
- Todd Bridges (VF : Fabrice Josso puis Thierry Bourdon) : Willy (Willis en VO) Jackson
- Dana Plato (VF : Céline Monsarrat) : Virginia (Kimberly en VO) Drummond (140 épisodes)
- Charlotte Rae (VF : Jane Val) : Edna Garrett (37 épisodes, saisons 1 et 2, invitée saison 6)
- Nedra Volz (VF : Lily Baron puis Jane Val) : Adelaide Brubaker (22 épisodes, 1980-1982)
- Janet Jackson : Charlene DuPrey (10 épisodes, 1980-1984)
- Dody Goodman : Tante Sophia (8 épisodes, 1981-1982)
- Shavar Ross : Dudley Ramsey (43 épisodes, 1981-1986)
- Le Tari (en) : Ted Ramsey (6 épisodes, 1981-1985)
- Mary Jo Catlett (VF : Claude Chantal) : Pearl Gallagher (73 épisodes, 1982-1986)
- Rosalind Chao : Madame Chung (8 épisodes, 1982-1983)
- Steven Mond (en) : Robbie Jason (22 épisodes, 1982-1983)
- Nikki Swasey : Lisa Hayes (14 épisodes, 1982-1986)
- Dixie Carter (VF : Michèle Bardollet) : Margaret « Maggie » McKinney Drummond (32 épisodes, 1984-1985)
- Mary Ann Mobley (VF : Brigitte Morisan) : Margaret « Maggie » McKinney Drummond (13 épisodes, 1985-1986)
- Danny Cooksey (VF : Natacha Gerritsen) : Samuel (Sam) McKinney (48 épisodes, 1984-1986)
- Jason Hervey : Charlie (9 épisodes, 1985-1986)

 Source et légende : version française (VF) sur RS Doublage

## Production

### Historique de la création
Le titre original vient de l'expression américaine Different strokes for different folks, l'équivalent de l'expression française Tous les goûts sont dans la nature.
Le générique original est écrit et interprété par Alan Thicke. Comme il était d’usage, dans la France des années 1960 et 1970, d’ôter les chansons étrangères des génériques des séries télévisées et de ne garder que la version instrumentale, ou bien de traduire la chanson en français, c'est Jean-Pierre Jaubert qui interprète le générique français.

### Des célébrités dans la série
On peut citer : le boxeur Mohamed Ali ; Nancy Reagan (l'épouse du Président américain de l'époque, Ronald Reagan) ; David Hasselhoff, le héros de la série K 2000 ; Soleil Moon Frye, l'actrice de la série Punky Brewster ; la chanteuse Janet Jackson et l'acteur Mister T. de la série Agence tous risques.

### Aléas de la production
En 1984, Dana Plato a dû quitter la série à cause de sa grossesse, car il était impossible que son personnage (Virginia) soit enceinte. Elle est toutefois réapparue dans quatre épisodes après la naissance de son fils.

## Commentaires
- Dans les années 1980, cette série a connu un immense succès aux États-Unis et dans le monde, de par son thème, les sujets abordés et les jeunes acteurs, principalement le personnage joué par Gary Coleman : le petit Arnold, avec ses joues rebondies, faisait rire avec ses mimiques drôles et sa réplique devenue célèbre : « Qu'est-ce que tu me racontes là ? »[réf. souhaitée].
- Il faut rappeler que cette série a contribué à l’intégration des Noirs dans une Amérique qui sortait de la ségrégation raciale[réf. souhaitée].
- Une série dérivée a été créée après seulement quelques mois de diffusion : Drôle de vie (The Facts of Life) a démarré par un épisode, en fin de saison 1 d’Arnold et Willy. Dans cette série, Edna Garrett, la gouvernante des Drummond, est responsable d’une prestigieuse école de filles, celle de Virginia. Le contrat de Charlotte Rae lui donnant l’assurance de retrouver son rôle dans Arnold et Willy, dans le cas où Drôle de vie ne rencontrait pas le succès escompté. La série triomphe et Edna Garrett est finalement remplacée chez les Drummond[4]. Le spin-off a duré 9 saisons.
- À la fin de la saison 7, Gary Coleman (Arnold) a souhaité arrêter Arnold et Willy. La série a finalement été reconduite, mais sur ABC. Le décor de l’appartement a complètement été modifié pour l’occasion, ainsi que le générique. Sam, le fils de la nouvelle femme de M. Drummond, a remplacé Willy dans la chambre. L’année suivante, Arnold et Willy avait disparu de l’antenne[4].
- Gary Coleman a interprété son rôle d'Arnold occasionnellement dans d'autres séries : Ricky ou la Belle Vie (Silver Spoons) & Le Prince de Bel-Air.

### Une série maudite
Arnold et Willy est aussi connue pour le destin tragique rencontré par les trois acteurs qui incarnent les personnages des enfants :
- Gary Coleman (Arnold)

Après un procès contre ses parents adoptifs qui auraient dépensé une large partie de son argent, il fut condamné pour coups et blessures sur une fan qui demandait un autographe, avant de se retrouver financièrement et matériellement ruiné. Début 2010, il a également reconnu avoir commis des actes de violence conjugale. Ne parvenant plus à obtenir de rôles à la télévision (hormis quelques caméos), il a dû travailler comme gardien de parking. Gary Coleman avait fini par se reconvertir dans la politique lorsque sa vie s'est terminée tragiquement, puisqu'il est décédé le 28 mai 2010 à l'âge de 42 ans, des suites d'une hémorragie cérébrale consécutive à un accident domestique.
- Todd Bridges (Willy)

Il plongea dans la drogue et la délinquance, et fit un séjour en prison. Pour des raisons financières et matérielles, il dut vendre ses objets personnels sur Internet. Depuis, il s'est désintoxiqué et a recommencé à travailler.
- Dana Plato (Virginia)

Elle fut arrêtée pour vol à main armée, fausses prescriptions de Valium et utilisation de stupéfiants. Elle a posé pour le magazine Playboy et a tourné dans un film érotique avant de se suicider le 8 mai 1999 à l'âge de 34 ans par overdose de Vanadom et Vicodin. Son fils, Tyler Lambert, qu'elle a eu avec Lanny Lambert — et dont ce dernier avait obtenu la garde lorsqu'ils avaient divorcé en 1990 — souffrait de dépression et s'est suicidé d'une balle dans la tête le 6 mai 2010, onze ans presque jour pour jour après le décès de sa mère (et quelques jours seulement avant la mort de Gary Coleman). Il avait 25 ans.

## Produits dérivés

### DVD
- En France : l'intégrale saison 1 (4 décembre 2008) (ASIN B001CCHPZS) (les autres saison ne sont jamais sorties en DVD les autres saisons sont sorties uniquement aux États-Unis et aux Canada)
- aux États-Unis et aux Canada : saison 1 : 14 septembre 2004 ; saison 2 : 31 janvier 2006 ; saison 3 : 17 juillet 2012 ; saison 4 : 20 novembre 2012 ; saison 5 : 4 avril 2017 ; saison 6 : 25 juillet 2017 ; saison 7 : 27 février 2018 ; saison 8 : 29 mai 2018.

### Série dérivée (spin-off)
Une série dérivée, Drôle de vie, a été produite de 1979 à 1988, dans laquelle on retrouve Edna Garret, la gouvernante d'Arnold et Willy. La série a duré plus longtemps en dépassant les 200 épisodes.

### Comédie musicale
En 2012 dans la version française d’Avenue Q, adaptée par Bruno Gaccio, le personnage fictionnel de Gary Coleman (qui apparaissait dans les versions de Broadway et de Londres) est remplacé par le personnage fictionnel de Todd Bridges (qui jouait Willy le grand frère d'Arnold). 
Avenue Q caricature la vie difficile dans un immeuble d'un quartier pauvre fictionnel de New York. Le personnage satyrique de Gary Coleman (puis Todd Bridges en France) y tient le rôle de concierge et l'homme à tout faire dans l'immeuble où vivent tous les protagonistes de l'histoire. Il leur dispense ainsi ses enseignements et sa sagesse à la suite de sa carrière d'acteur ratée et ses déboires financiers.
Cette adaptation par rapport aux versions anglo-saxonnes originales a dû être faite pour rester cohérent avec le décés de Gary Coleman, survenu deux ans avant la production du spectacle en version française.